# Beretta
Fabbrica d'Armi Pietro Beretta je talijanski proizvođač vatrenog oružja. Njihova oružja se koriste diljem svijeta za civilne, zakonske i vojne svrhe. Beretta je također poznata po proizvodnji streljačke odjeće i pribora. To je najstarija aktivna tvrtka na svijetu.

## Povijest
Vlasnik Berette je istoimena obitelj koja postoji već skoro 500 godina. Beretta je osnovana 1526., kada je puškar Maestro Bartolomeo Beretta od Gardone Val Trompije (Brescia, Lombardija, Italija) bio plaćen za 296 dukata da napravi 185 cijevi za arkebuze za venecijanski arsenal. Trgovački računi za narudžbu tih oružja se nalazi u arhivu Berette. 
U 1918., Beretta Model 1918 je bila druga automatska puška koja se istaknula u talijanskoj vojsci. Beretta je proizvodila puške i pištolje za talijansku vojsku sve do Primirja s Italijom tijekom Drugog svjetskog rata. 
U Drugom svjetskom ratu, Beretta je aktivno sudjelovala u popravljanju američkih M1 Garandova, pušaka kojih je SAD davao Italiji. Tvrtka je modificirala M1 u pušku Berettu BM-59, koja je slična borbenoj pušci M14; puškari smatraju BM-59 superiorniom od M14 na neke načine, većinom zato što je precizncija u određenim uvjetima. 
Nakon rata, Beretta je nastavila razvijati oružja za talijansku vojsku i policiju, isto tako i za civilno tržište.
U 80-ima, Beretta je uživala u obnavljanju popularnosti u Sjevernoj Americi nakon što je Beretta 92 odabrana za službeni pištolj američke vojske, iako je vojska napravila svoju inačicu – "M9".
Beretta je stekla nekoliko domaćih konkurenata (Benelli i Franchi) i još neke inozemne kompanije (Finska) u kasnim 80-im. 

## Logotip
Većina ljudi pi prepoznala logotip Berette "Trozubac", ali ne znaju zapravo što on znači i kako je nastao. "Trozubac" zapravo uopće nije trozubac. Logo potječe nedaleko od mjesta Gardone Val Trompia u malom gradu Cargnacco gdje je pjesnik, pisac, pomorac i novinar Gabriele d'Annunzio završio svoje dane u kasnim 1930-ima.
U vili koju je Gabriele d'Annunzio kupio i u kojoj je umirovljen, može se naći prvi "Trozubac". Bio je on taj koji je razvio grafički dizajn koji bi simbolizirao volju za izvršavanje stvari. Okružene strijele predstavljaju tri pucnja ispaljenih s bojnog broda koji se upušta u bitku s potencijalnim neprijateljem: strijela na lijevo predstavlja prvi hitac u krmu broda za upozorenje, strijela na desno predstavlja drugi pucanj za upozorenje u pramac broda, srednja strijela je posljednji hitac ispaljen, kada brod ne popušta: ovaj je naciljan na sam brod. Logo je nazvan "Dare In Bronca", što znači "Pogodi metu". Gospodin Beretta je bio fasciniran ovim simbolom i pitao je d'Annunzija da li bi ga mogao „posuditi“. Gabriele je dao g. Beretti prava da iskoristi logo kao simbol tvrtke i od tog je trenutka "Trozubac" postao logo proizvođača.

## Ostalo
Danas, kompaniju vodi Ugo Gussalli Beretta (izravni potomak Bartolomea) i njegovi sinovi, Franco i Pietro. 
Beretta je poznata po širokoj proizvodnji: sportskih dvocijevki, lovačkih preklapača, lovačkih pušaka, jurišnih pušaka, automatskih pušaka, revolvera i poluautomatskih pištolja.